# Nehemiah D. Sperry
 (octobre 2022).
Pour les articles homonymes, voir Sperry.
Nehemiah Day Sperry  est un homme politique américain, né à Woodbridge le 10 juillet 1827 et mort à New Haven le 13 novembre 1911.

## Biographie
Troisième des six enfants d'Enoch Sperry et de Mary Atlanta Sperry, frère de Lucien Wells Sperry (23e maire de New Haven de 1866 à 1869), il fréquente les écoles communes et une école privée à New Haven.  Il s'engage dans des activités agricoles, puis devient associé dans une entreprise de construction, Smith & Sperry, parmi les meilleurs constructeurs de New Haven après la guerre civile.
Il est membre du conseil municipal de New Haven en 1853 et alderman en 1854. Il a été secrétaire de l'État du Connecticut en 1855 et 1856.
Sperry est délégué aux Conventions nationales républicaines en 1856, 1864 et 1888. Il est membre et secrétaire des comités national et exécutif. Il est président du comité de l'État républicain pendant plusieurs années et du comité de recrutement de New Haven pendant la guerre civile. 
En 1861, il est nommé par le président Lincoln comme maître de poste de New Haven et sert jusqu'à sa révocation par le président Cleveland en 1886. Il assure de nouveau ses fonctions de 1890 à 1894.
Sperry est élu représentant au cinquante-quatrième et aux sept congrès suivants (4 mars 1895 - 3 mars 1911). Il préside le Comité sur le trafic des boissons alcoolisées. Il est considéré comme l'initiateur du système de livraison gratuite en milieu rural de l'US Mail, avec le Rural Delivery Act qu'il introduit en 1895.
Sa maison, construite en 1857 au 466 Orange Street à New Haven, est répertoriée parmi les bâtiments historiques du Connecticut.